# Видовић
Видовић  је јужнословенско презиме, посебно уобичајено у Хрватској, са 6.838 носилаца (попис 2011).
У Хрватској је уобичајено презиме у средњој и јужној Далмацији, Међимурју, Пожеги, Загорју и Бановини.
Твори се патронимским суфиксом -ић, присвојним инфиксом -ов- и основом имена Вид.
Презиме се може односити на следеће особе:
- Албин Видовић (1943—2018), хрватски рукометаш
- Ана Видовић (1980), хрватска гитаристкиња
- Бранко Видовић (1923), хрватски пливач
- Гордан Видовић (1968), хрватски фудбалер
- Ивица Видовић (1939—2011), хрватски глумац
- Изабела Видовић (2001), америчка глумица